# Jadwiga Klemensiewicz
Jadwiga Klemensiewicz, född 1871, död 1963, var en polsk apotekare. 
Hon blev 1894, jämsides med Janina Kosmowska och Stanisława Dowgiałłówna, en av de första tre kvinnor som accepterades vid ett universitet (och Jagellonska universitetet) i Polen. De blev de första formellt utbildade kvinnliga apotekare som hade utbildats i Polen. 